# Aeropuerto Sde Dov
El Aeropuerto Sde Dov (en hebreo: שדה דב Aeródromo de Dov; en árabe:مطار سدي دوف) también conocido como el Aeropuerto Dov Hoz (en hebreo:נמל התעופה דב הוז;en árabe:مطار دوف هوز)(IATA: SDV, OACI: LLSD) fue un aeropuerto ubicado en Tel Aviv, Israel. Desde Sde Dov, partían vuelos domésticos hacia Eilat (también a Ovda) y al norte (Haifa, Galilea y los Altos del Golán).

## Historia

### Introducción
Fue el mayor aeropuerto de Tel Aviv y el segundo más grande de la región, después del Aeropuerto Internacional Ben Gurion. El aeropuerto llevaba el nombre de Dov Hoz, uno de los pioneros de la aviación en Eretz Israel. El aeropuerto fue cerrado tras un acuerdo para la utilización del terreno para construir apartamentos residenciales de lujo. Los vuelos comerciales fueron traspasados al aeropuerto internacional Ben Gurión, ubicado cerca de la ciudad de Lod, al sureste de Tel Aviv.

### Inicios
En 1937, el alcalde de Tel Aviv, Israel Rokach, solicitó permiso a las autoridades del Mandato británico de Palestina, para crear un aeropuerto, para transportar a los judíos durante la Revuelta árabe de Palestina de 1936-1939, ya que viajar por tierra era peligroso para ellos. Los trabajos de construcción comenzaron en 1938, en una parcela de tierra ubicada al norte del río Yarkon que fluye a través de la ciudad de Tel Aviv, y una vez completado el aeropuerto, este ofrecía vuelos regulares hacia Haifa y vuelos opcionales hasta Beirut.
En 1940, el nombre del aeropuerto fue cambiado a Sde Dov, en memoria de Dov Hoz, uno de los pioneros de la aviación en Eretz Israel. En la guerra árabe-israelí de 1948, el aeropuerto sirvió como base para la Fuerza Aérea Israelí. En la base aérea había unos 21 aviones. El primer vuelo militar tuvo lugar en diciembre de 1947, cuando el judío Pinchas Ben Porat, voló en un aeroplano RWD-13 hasta el asentamiento de Beit Eshel para rescatar a un soldado herido.

### Después de la guerra
Después de la guerra de 1948, los nuevos territorios situados al este de Tel Aviv fueron destinados para el desarrollo, y el ejército comenzó a usar el aeropuerto de Sde Dov sobre una base regular. El aeropuerto recuperó sus operaciones comerciales, que eran principalmente vuelos nacionales, uno de los aviones fue el Piper J-3 Cub. El aeropuerto posteriormente amplió sus operaciones a los servicios regulares en aviones más grandes con vuelos a varios lugares de Israel. Como resultado de la disponibilidad de nuevas tierras, fue construida una pista adicional. En 1960, el terreno disponible para construir en Tel Aviv comenzó a escasear, y el municipio exigió que el aeropuerto fuera trasladado hacia el norte, a fin de permitir el desarrollo residencial. Un comité que investigó en 1961 las opciones para una posible reubicación, no encontró ninguna ubicación disponible en las proximidades de Tel Aviv, y sugirió que los vuelos fueran trasladados al aeropuerto de Lod (también conocido como aeropuerto Ben Gurión) y que el acceso por carretera de Tel Aviv a Lod fuera mejorado, pero esta opción fue bloqueada por las Fuerzas de Defensa de Israel (FDI). 
El gobierno estableció una comisión en 1968, el comité sugirió que una pista fuera cerrada, y que fuera reducido el tamaño del aeropuerto para permitir el desarrollo de los nuevos territorios ubicados al este del aeropuerto. 
La comisión sugirió que el antiguo aeropuerto fuera substituido por una nueva pista construida sobre terrenos ganados al mar, junto a la playa. La antigua pista fue cerrada, y un barrio residencial fue construido al este del antiguo aeropuerto, la nueva pista nunca se construyó, debido al elevado costo del proyecto.
A medida que los habitantes de la nueva zona residencial sufrían el ruido de los aviones, los residentes se sumaron a la exigencia de que el aeropuerto se trasladara. A pesar de ello, el número de vuelos hacia el aeropuerto aumentó. 
La recién creada Autoridad Aeroportuaria Israelí se esforzó por reducir la congestión del Aeropuerto Internacional Ben Gurión, con el desvío de todos los vuelos nacionales a Sde Dov. Una vez más, la única alternativa viable que se proponía, era construir una pista de aterrizaje en unos terrenos ganados el mar, pero debido al alto coste del proyecto, la nueva pista no fue construida, esto fue un problema importante durante la década de 1980.

### La historia reciente y la reubicación planes
Los años 1990 vieron un rápido aumento de valor de la tierra en la zona de Tel Aviv a raíz de la ola de inmigración masiva procedente de la ex Unión Soviética y el rápido crecimiento económico impulsado por las perspectivas de paz en 1993-1996 y el auge posterior de alta tecnología. Esto trajo el tema de la reubicación de nuevo a la luz. A pesar de esto, sin embargo, en 1997, Sde Dov se declaró un aeropuerto internacional para vuelos privados. En el futuro, la terminal principal, los delantales de estacionamiento de aeronaves y de los hangares de aviones serán trasladados a un área cerca de la playa de Tel Baruch lo que permitirá la construcción de nuevas rutas de tráfico al norte de Tel Aviv.
La cuestión sigue sin resolverse hasta finales de 2006 cuando se anunció que el aeropuerto quedaría vacía para dar paso a la reurbanización residencial. [10] No está claro, sin embargo, cuando esto en realidad se llevará a cabo en el municipio de Tel Aviv se opone a cerrar el aeropuerto. En un principio el plan era trasladar todo el aeropuerto (pista de aterrizaje, así como instalaciones de la terminal) en una isla artificial que se construirá en alta mar.
Cuando Sde Dov se cierra, su terminal militar se trasladó a las actividades de la Base Aérea de Palmachim y civiles se trasladaron al Aeropuerto Ben Gurion. Con una capacidad de Ben Gurion espera que alcance un máximo en las próximas décadas, sin embargo, el concepto de la construcción de una marina en la región del aeropuerto de Tel Aviv, sin embargo, puede ser revivido en el futuro. Sde Dov en sí está funcionando cerca de su capacidad, sin embargo, con los movimientos de pasajeros anuales en torno a 700.000 y una capacidad potencial de 950.000.

## El aeropuerto de hoy
A principios de 2020, el Ministerio de Defensa israelí completó la demolición de las estructuras del antiguo aeropuerto. Según los planes aprobados en 2020, el sitio de 750 dunams (0,75 km²; 0,29 millas cuadradas) albergará 16.000 unidades de vivienda, 35 torres de oficinas de gran altura y 250.000 m² (2.700.000 pies cuadrados) de hoteles.

## Aerolíneas y destinos
| Aerolíneas                | Destinos           |
| ------------------------- | ------------------ |
| Arkia Israel Airlines     | Eilat, Haifa, Ovda |
| Ayit Aviation and Tourism | Rosh Pina          |
| Elrom Airways             | Ein Yahav          |
| Israir                    | Eilat              |